# Rawle D. Lewis
Rawle D. Lewis, oftmals auch nur Rawle Lewis, ist ein US-amerikanischer Schauspieler, der sich auch in weiteren Filmfunktionen betätigt und vor allem durch seine Rolle des Junior Bevil im 1993 veröffentlichten Film Cool Runnings – Dabei sein ist alles Bekanntheit erlangte.

## Leben und Karriere
Seine ersten nennenswerten Film- bzw. Fernsehauftritt hatte Lewis bereits Ende der 1980er in einer Episode der langjährigen Krimiserie Polizeirevier Hill Street, wo er allerdings nur in einer kleinen und unwesentlichen Rolle zum Einsatz kam. Nachdem er 1991 in einer Folge von MacGyver mitwirkte, sollte 1993 sein großer Durchbruch kommen, als er in der Turteltaub-Komödie Cool Runnings – Dabei sein ist alles als Junior Bevil eingesetzt wurde. Diese Rolle sollte ihn noch jahrzehntelang begleiten und zu seiner wesentlichsten Filmrolle avancieren. Noch im Jahr seines Durchbruchs spielte Lewis auch in einer Episode der nur kurzlebigen Serie Harlem Hip Hop mit, wo er unter anderem mit zwei seiner Cool-Runnings-Kollegen, Doug E. Doug, der eine der Hauptrollen der Serie spielte, und dem späteren Star mehrerer Serien, Malik Yoba, zusammenarbeitete. Nach seinem Erfolg mit Cool Runnings wurde es allerdings weitgehend ruhig um den engagierten Schauspieler. So folgten erst wieder 1996 kleinere Rollen in Spielfilmen wie Agent 00 – Mit der Lizenz zum Totlachen oder Driven sowie ein Gastauftritt in einer Episode der mehrfach ausgezeichneten Sketch-Comedy-Serie Tracey Takes On… im Jahr 1997. Nach weiteren zwei Auftritten in jeweils einer Folge von Malcolm & Eddie in den Jahren 1999 und 2000 sowie einem weiteren Gastauftritt im Sci-Fi-Mystery-Film K-PAX – Alles ist möglich mit Kevin Spacey, Jeff Bridges oder Mary McCormack wurde es in den Folgejahren erneut ruhig um Rawle Lewis. Nachdem er sich beinahe vollständig von der Schauspielerei zurückgezogen hatte, kehrte er erst im Jahre 2007 wieder auf den Bildschirm zurück. In der Zwischenzeit hatte er zusammen mit Sean E. Elliott das Drehbuch zu Poet Heads geschrieben, einem Film, bei dem Lewis nicht nur als Drehbuchautor agierte, sondern auch als Regisseur, Produzent, Kameramann und in einer Kleinrolle auch als Schauspieler arbeitete. Von seinem kongenialen Partner Terence Heuston, mit dem er am 2009 veröffentlichten Kurzfilm Booyah zusammenarbeitete (Lewis war dabei mit Heuston als Regisseur, Drehbuchautor und Schauspieler aktiv), erhielt Rawle D. Lewis eine Danksagung in dessen auf verschiedenen Festivals gezeigtem Kurzfilm Russel Fish: The Sausage and Eggs Incident, dem Wegbereiter für den Glee-Star Chris Colfer. Neben einem weiteren Auftritt im Kurzfilm Maddoggin’ im Jahre 2011 ist Rawle Lewis 2012 auch im Kurzfilm Atonal vertreten, wo er allerdings nicht als Schauspieler agiert, sondern im Voice-over-Bereich vertreten ist und nur seine Stimme leiht. 
Über das Privatleben von Rawle D. Lewis ist nur wenig bekannt.

## Filmografie
Filmauftritte (auch Kurzauftritte)
- 1993: Cool Runnings – Dabei sein ist alles (Cool Runnings)
- 1996: Agent 00 – Mit der Lizenz zum Totlachen (Spy Hard)
- 1996: Driven
- 2001: K-PAX – Alles ist möglich (K-PAX)
- 2007: Poet Heads
- 2009: Booyah (Kurzvideo)
- 2009: Angel of Death
- 2011: Maddoggin’ (Kurzfilm)

Serienauftritte (auch Gast- und Kurzauftritte)
- 1987: Polizeirevier Hill Street (Hill Street Blues) (eine Episode)
- 1991: MacGyver (eine Episode)
- 1993: Harlem Hip Hop (eine Episode)
- 1997: Tracey Takes On… (eine Episode)
- 1999–2000: Malcolm & Eddie (zwei Episoden)

Arbeiten in anderen Funktionen
- 2007: Poet Heads (Regisseur, Drehbuchautor, Produzent, Kameramann)
- 2009: Booyah (Regisseur, Drehbuchautor)
- 2009: Danksagung im Kurzfilm Russel Fish: The Sausage and Eggs Incident